# تشا جو يونغ
تشا جو يونغ (بالكورية: 차주영) هي ممثلة كورية جنوبية. ولدت يوم 5 يونيو 1990 في سول في كوريا الجنوبية.

## الأعمال

### مسلسلات
| السنة     | العنوان                       | الدور            | ملاحظة    | م.     |
| --------- | ----------------------------- | ---------------- | --------- | ------ |
| 2014      | الطبيب روست                   | لي جي-هي         |           | [ 3 ]  |
| 2015      | صديقي المؤسف                  | تشا جو-يونغ      |           | [ 4 ]  |
| 2015      | جبنة في المصيدة               | جو-يون           |           | [ 5 ]  |
| 2016      | السادة في محل وولقيسو للخياطة | تشوي جي-يون      |           | [ 6 ]  |
| 2016      | حب تحت ضوء القمر              | اي سيم-اي        |           | [ 7 ]  |
| 2017      | الحب المجمد                   | يو شين-يونغ      |           | [ 8 ]  |
| 2017      | المشعوذون                     | ما بو-نا         |           | [ 9 ]  |
| 2018      | عمل وحب                       | سيو دال-هي       |           | [ 10 ] |
| 2020      | الجواسيس الذين أحبوني         | هوانغ سيو-را     |           | [ 11 ] |
| 2021      | كميرا                         | كيم هيو-كيونغ    |           | [ 12 ] |
| 2022      | حياتي الأخرى                  | هان جي-هيون      |           | [ 13 ] |
| 2022      | السلاح النهائي "أليس"         | يانغ             |           | [ 14 ] |
| 2022–2023 | مجد الانتقام                  | تشوي هاي-جيونغ   | الجزء 1–2 | [ 15 ] |
| 2023      | الآيدول السماوي               | رد لين           | الكاميو   | [ 16 ] |
| 2023      | قد حان الحقيقي!               | جانغ سي-جين      |           | [ 17 ] |
| 2024      | الملكة التي توجت              | الملكة وونغ يونغ |           | [ 18 ] |

## الجوائز والترشيحات
| السنة | الجائزة                     | الفئة                                                 | عن عمل                | النتيجة | م.            |
| ----- | --------------------------- | ----------------------------------------------------- | --------------------- | ------- | ------------- |
| 2018  | جوائز دراما كي بي إس        | أفضل ممثلة جديدة                                      | المهرجون              | رُشِّح     | [ 19 ]        |
| 2020  | جوائز إم بي سي للدراما      | أفضل ممثلة مساعدة                                     | الجواسيس الذين أحبوني | رُشِّح     | [ 20 ]        |
| 2022  | جوائز دراما إس بي إس        | أفضل ممثلة مساعدة في مسلسل قصير من النوع/دراما خيالية | حياتي الأخرى          | رُشِّح     | [ 21 ]        |
| 2023  | جوائز نجم أبان              | جائزة التميز، ممثلة في مسلسل درامي                    | قد حان الحقيقي!       | رُشِّح     | [ 22 ] [ 23 ] |
| 2023  | جوائز مسلسلات التنين الأزرق | أفضل ممثلة جديدة                                      | مجد الانتقام          | رُشِّح     | [ 24 ]        |
| 2023  | مهرجان السينما الذهبية      | جائزة الأداء الخاصة                                   | مجد الانتقام          | فوز     | [ 25 ]        |

## روابط خارجية
- تشا جو يونغ على موقع IMDb (الإنجليزية)
- تشا جو يونغ على موقع قاعدة بيانات الفيلم (الإنجليزية)